# Wolfsegg-Traunthaler Kohlenwerks AG
Die Wolfsegg-Traunthaler Kohlenwerks AG (WTK) war ein Unternehmen des Braunkohlebergbaus im Hausruck, Oberösterreich.

## Unternehmensgeschichte

Aktie über 100 Schilling der Wolfsegg-Traunthaler Kohlenwerks-AG vom 1. Juli 1933

1760 wurden erstmals Braunkohlevorkommen im Hausruck entdeckt, gegen Ende des 18. Jahrhunderts wurde mit dem Abbau begonnen. Mehrere Gewerkschaften konkurrierten in den folgenden Jahrzehnten miteinander.
Durch die Zusammenlegung der Felderbesitze von Alois Miesbach, Baron Rothschild und Graf Julien-Wallsee entstand 1855/1856 die Wolfsegg-Traunthaler Kohlenwerks- und Eisenbahngesellschaft mit Sitz in Wien und einer Werksdirektion in Wolfsegg am Hausruck. Insgesamt 800 Bergleute arbeiteten damals in den Gruben. 1870 erwarb die WTK den Bergbau des Grafen Arco (Windischhub, Hausruckedt und Eberschwang) mit 36 Bergleuten, somit war de facto der gesamte Bergbau im Hausruck in den Händen der WTK. Im Jahr 1872 wurde die Gesellschaft vom Steyrer Waffenfabrikanten Josef Werndl und dem Initiator der Kronprinz Rudolf-Bahn, Georg Ritter von Aichinger, erworben. In Folge erlebte die WTK einen großen Aufschwung, und es wurden zum leichteren Abtransport der Kohle die Hausruckbahn und die normalspurige Stichbahn von Holzleithen nach Thomasroith erbaut.
1911 wurde das Unternehmen unter Führung der Union Bank in eine Aktiengesellschaft unter der Firma Wolfsegg-Traunthaler Kohlenwerks-AG umgewandelt, der die Erben Werndls ihre Anteile verkauften. 1914 war die WTK nach der Alpine-Montangesellschaft und der Graz-Köflacher Eisenbahn- und Bergbaugesellschaft das drittgrößte Kohlenbergbauunternehmen auf dem Gebiet des heutigen Österreich und beschäftigte rund 1.500 Personen.
Im Jahr 1919 beteiligten sich das Land Oberösterreich und der Staat Österreich an der WTK. Um 1920 erreichte die WTK einen Mitarbeiter-Höchststand von rund 3.500 Beschäftigten. Ab Mitte der 1920er Jahre wurde der Großteil der Braunkohle im Gemeindegebiet von Ampflwang im Hausruckwald gefördert und im 18 Kilometer entfernten neuerrichteten Kraftwerk Timelkam verfeuert. Für den Transport dorthin errichtete die WTK die Ampflwanger Bahn. 1934 kam es im Rahmen des Februarkämpfe auch in den Revieren der WTK zu blutigen Auseinandersetzungen, die 16 Opfer forderten. Nachdem der Mitarbeiterstand bis 1930 auf ca. 1.500 Personen gesunken war, stieg er trotz der Weltwirtschaftskrise bis 1937 wieder auf rund 2.000 Beschäftigte an. Die WTK konzentrierte ihr Wirken nun auf die drei Reviere Wolfsegg, Thomasroith und Ampflwang.
In der Zeit des Nationalsozialismus kamen auch Zwangsarbeiter und Kriegsgefangene in den WTK-Bergwerken zum Einsatz, 1946 erfolgte die gänzliche Verstaatlichung des Unternehmens. Die Nachkriegszeit bedeutete aufgrund des Rohstoffmangels zunächst einen großen Aufschwung für das Unternehmen, so arbeiteten 1952 bereits wieder an die 3.400 Personen für die WTK. In den Jahren 1955, 1963 und 1964 wurden jeweils über eine Million t Braunkohle gefördert, der Höhepunkt wurde 1963 mit einer Fördermenge von 1.035.000 t erreicht.
Seit ihrer Gründung betrieb die WTK mit der Kohlenbahn Breitenschützing - Kohlgrube eine der später letzten Bahnen in der (noch von der Pferdeeisenbahn übernommenen) Spurweite von 1106 mm. Die talwärts im Schwerkraftbetrieb und bergauf mit Pferden, ab 1870 mit Dampf- und später mit Diesellokomotiven betriebene Kohlenbahn wurde 1966 nach Auskohlung des Reviers Kohlgrube stillgelegt.
Ab 1963 ging es aufgrund der Bevorzugung anderer Energieträger mit dem Kohlebergbau der WTK spürbar bergab, nur die beiden Ölkrisen verlängerten das Bestehen des ab den 1960er Jahren in Ampflwang konzentrierten Bergbaus um einige Jahre. Die Belegschaft sank kontinuierlich und betrug 1979 nur mehr rund 900 Personen.
Nachdem 1992 die Stilllegung beschlossen wurde, stellte die WTK 1995 den Bergbau in der Grube Schmitzberg, dem letzten untertägigen Braunkohlebergbau in Europa, ein. 1996 wurde der Betrieb an einen ehemaligen Geschäftsführer verkauft, der in geringen Mengen tagebaumäßig Hausbrandkohle (3,5 Tonnen) abbauen ließ und zu Briketts verarbeitete. Dieser Betrieb meldete 2006 Insolvenz an, und 2007 erfolgte der Anschlusskonkurs mit 9,1 Millionen Euro.
Heute werden etwa die Anlagen in Wolfsegg-Kohlgrube oder Buchleiten als Industriedenkmal und Veranstaltungsort genutzt. Bei der Oberösterreichischen Landesausstellung 2006 mit dem Thema Kohle und Dampf wurden die ehemalige Zentralsortierung in Ampflwang und andere Gebäude auf dem ehemaligen WTK-Gelände zu Schauobjekten adaptiert. Die Österreichische Gesellschaft für Eisenbahngeschichte wurde auf dem ehemaligen Betriebsareal in Ampflwang heimisch und betreibt die früher zum Kohletransport dienende Ampflwanger Bahn als Museumseisenbahn. Der ehemalige Grubenbahnhof Scheiben des WTK-Bergbaus in Geboltskirchen wurde in einen Erlebnispark umgewandelt.

## Galerie

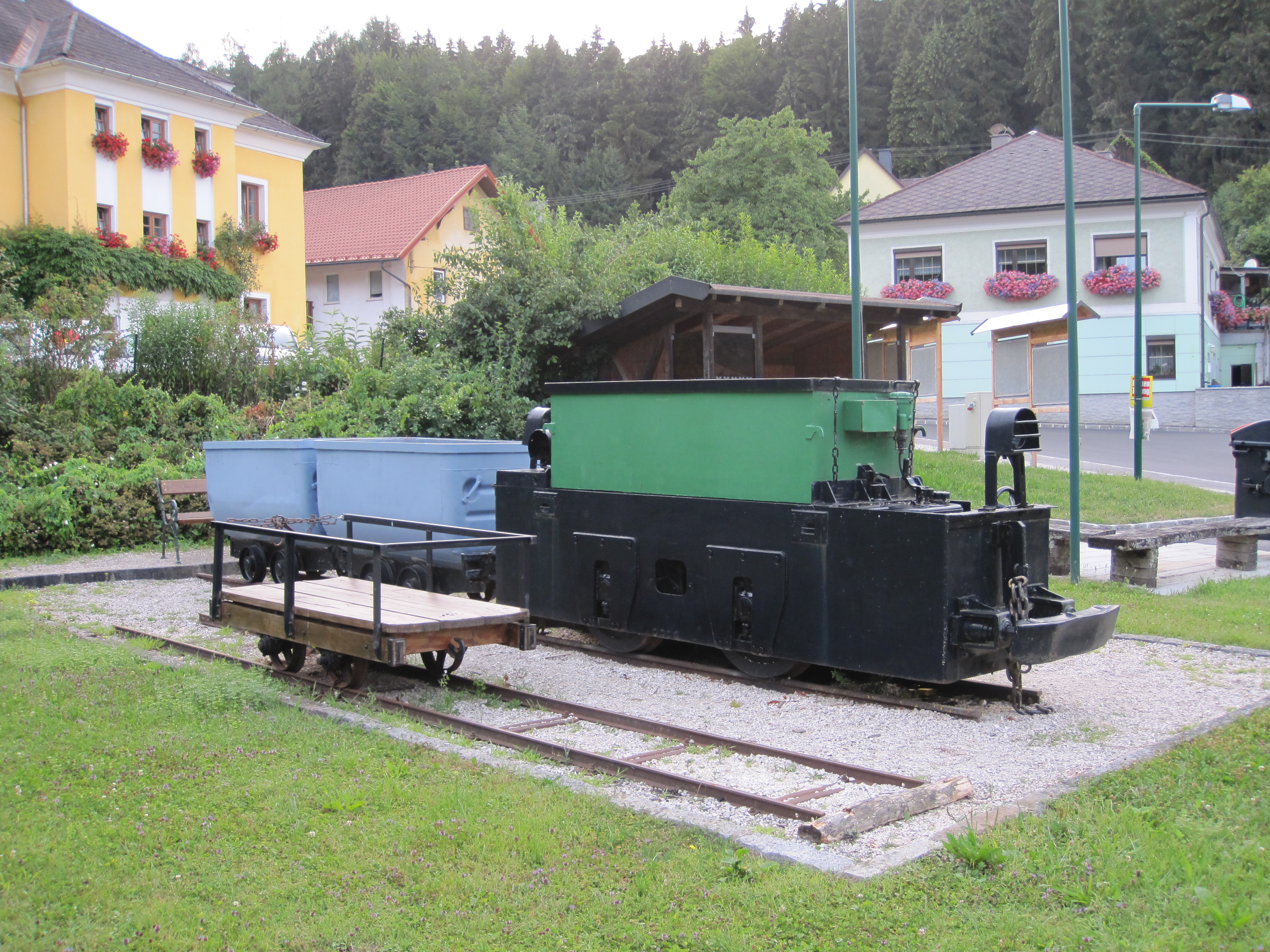
WTK-Grubenlok und -Hunte als Denkmal in Kohlgrube
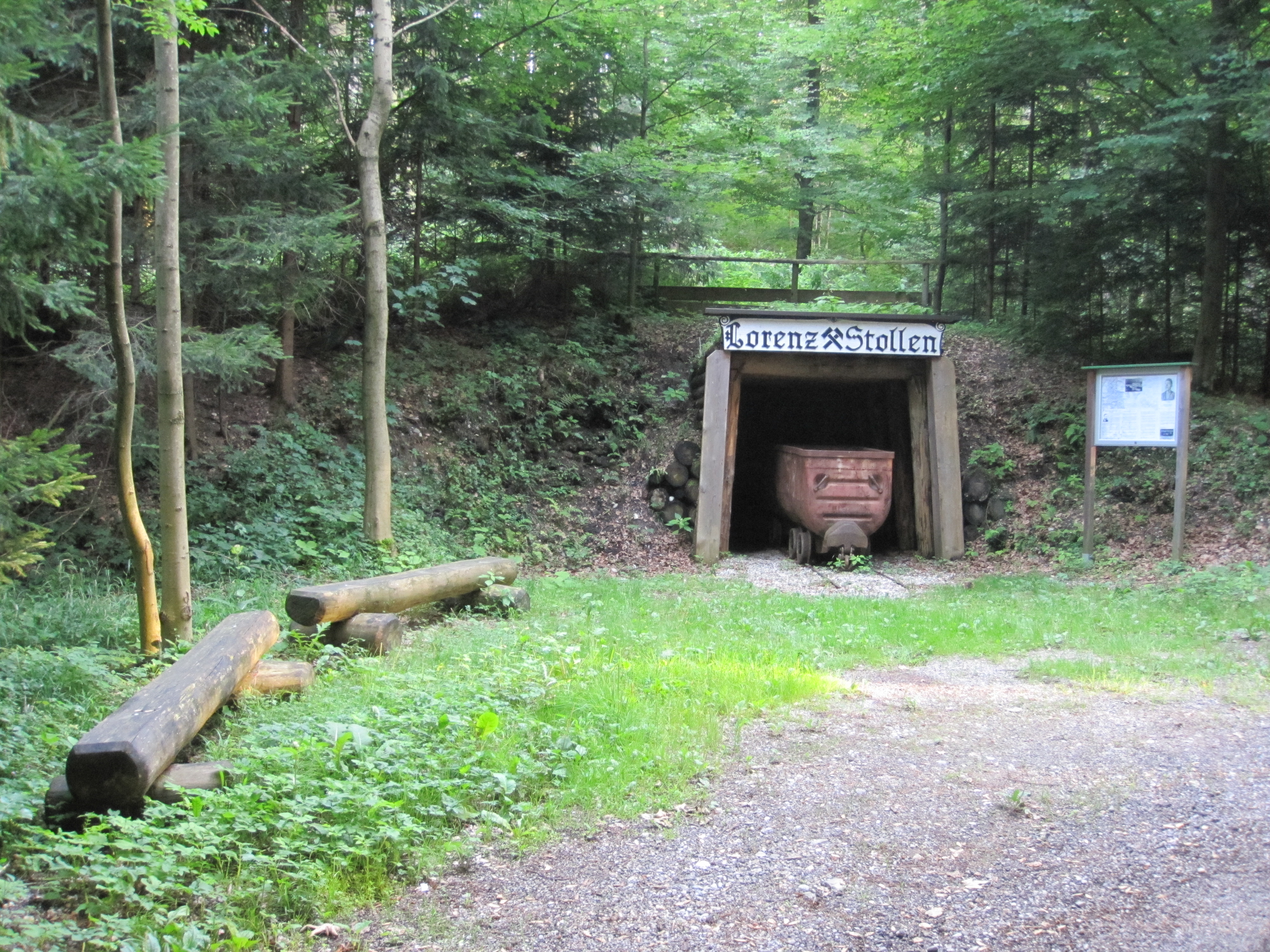
Eingang des Lorenz-Stollens in Wolfsegg
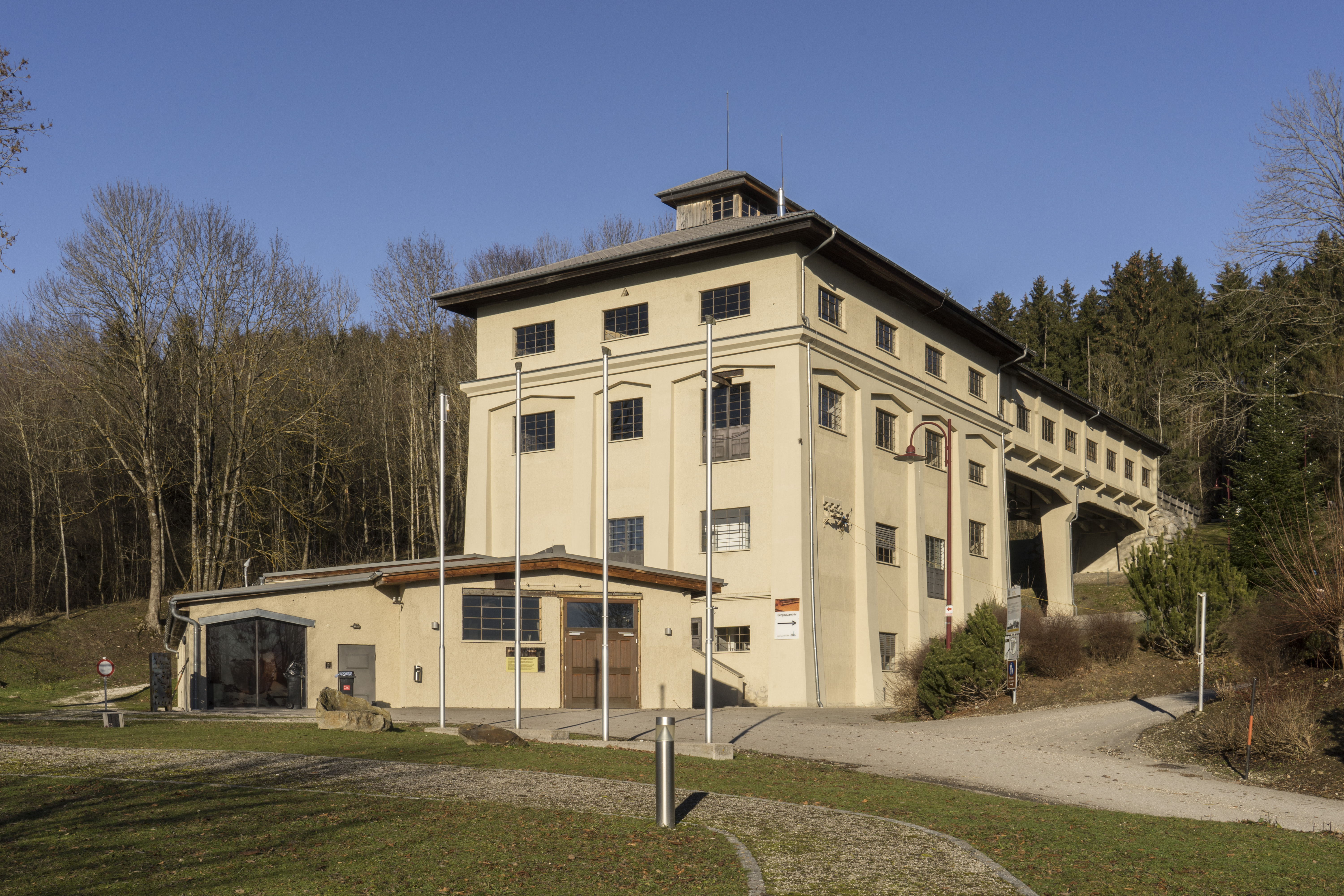
Kohlebrecher Buchleiten
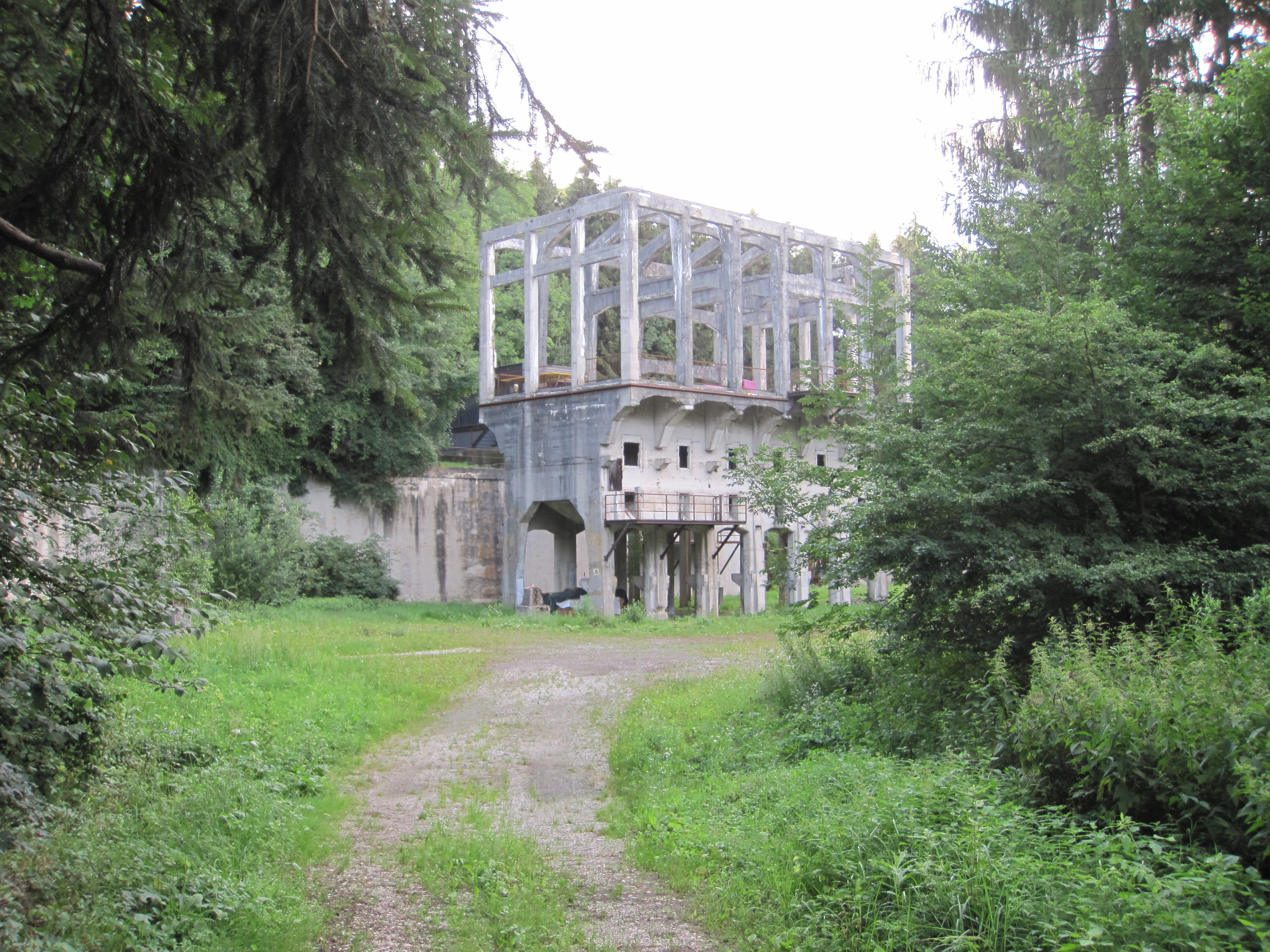
Brecher Kohlgrube
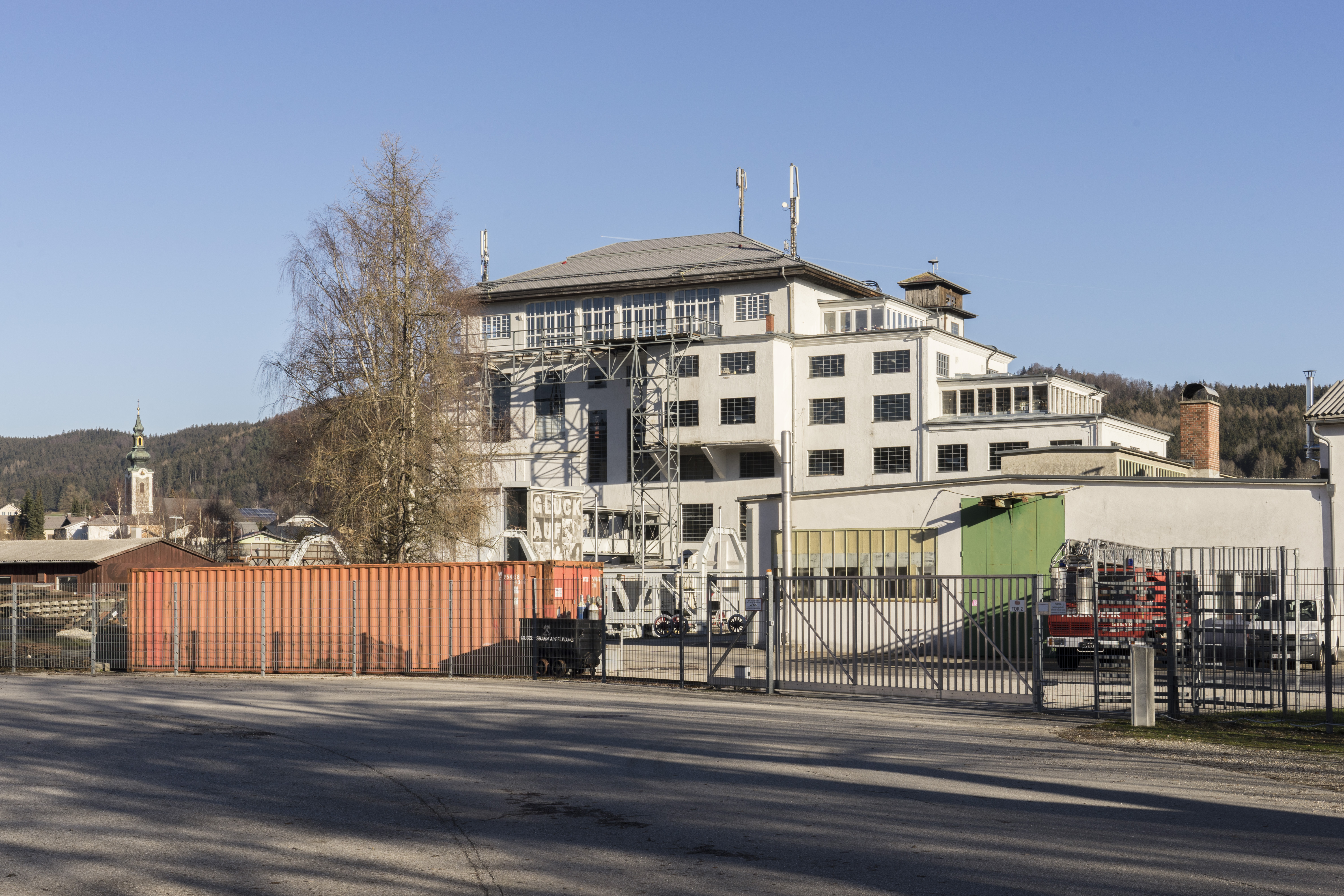
Bergbau- und Eisenbahnmuseum Ampflwang in den ehemaligen WTK-Anlagen
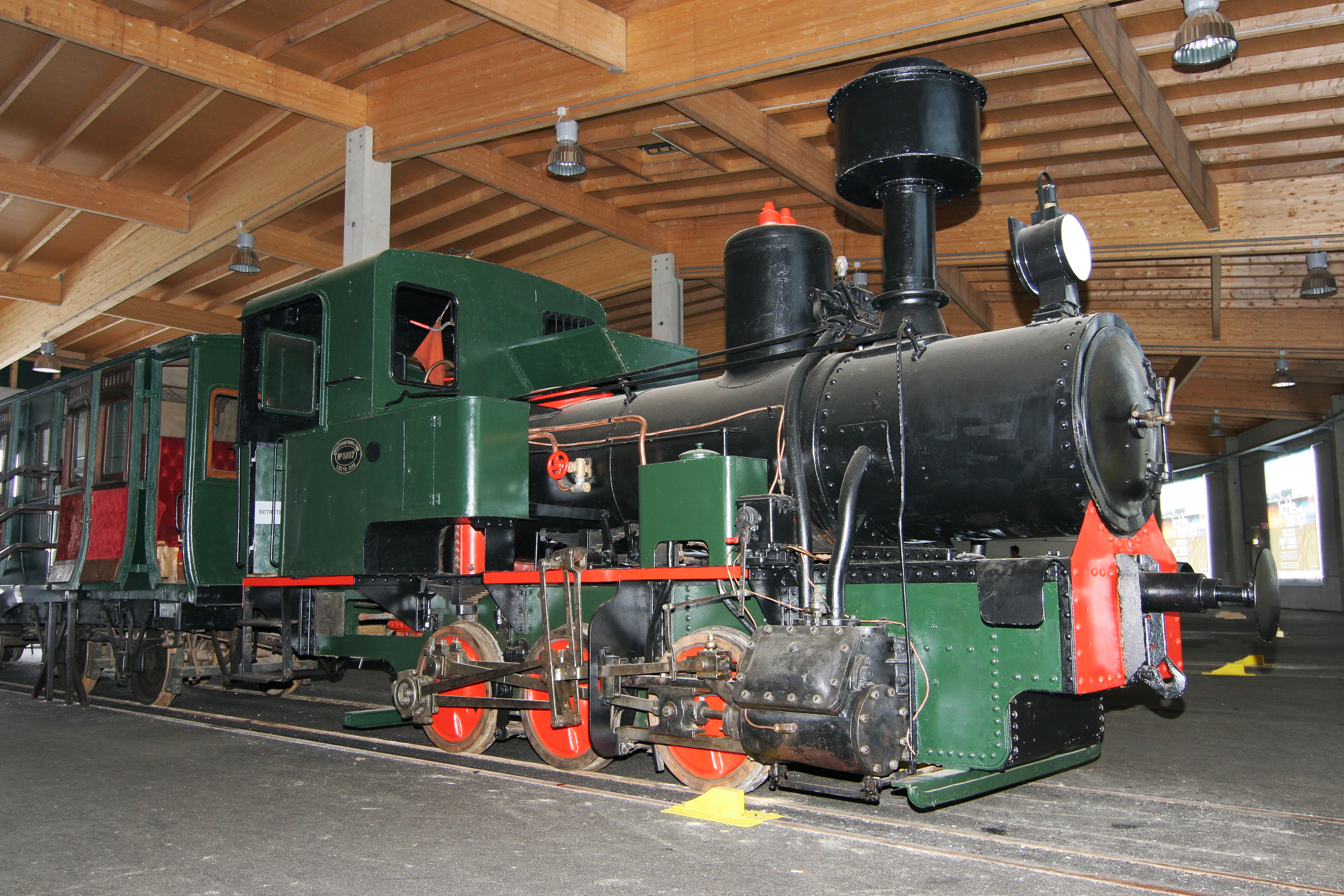
Lok „Anna“ der ehemaligen Kohlebahn Breitenschützing–Kohlgrube